# Англ (Источни Пиринеји)
Англ (фр. Les Angles; кат. Els Angles) насеље је и општина у јужној Француској у региону Лангдок-Русијон, у департману Источни Пиринеји која припада префектури Прад.
По подацима из 2011. године у општини је живело 555 становника, а густина насељености је износила 12,85 становника/km². Општина се простире на површини од 43,20 km². Налази се на средњој надморској висини од 1595 метара (максималној 2.808 m, а минималној 1.531 m).

## Демографија
| 1962. | 1968. | 1975. | 1982. | 1990. | 1999. | 2011. |
| ----- | ----- | ----- | ----- | ----- | ----- | ----- |
| 255   | 277   | 351   | 475   | 528   | 590   | 555   |

График промене броја становника у току последњих година